# مبارك التوزونيني
مبارك بن الحسين بن محمد بن أحمد بدّاح التُّوزُونِيني، واشتهر محليا باسم سيدي امحمد (1300 هـ - 1883م / 1338 هـ - 1919م) ثائر مغربي، من أصل يهودي، قاد حركة جهادية ضد المستعمر الفرنسي، استقطبت دعوته معظم القوى القبلية ذات القيمة الحربية كآيت عطا وإيملوان في المنطقة المحيطة بواحة تافيلالت، التي لبت نداء الجهاد، خصوصا بعد الانتصار الحاسم في معركة البطحاء في صيف سنة 1918م، وما نتج عنه من فوائد مادية ومعنوية جعلت أبناء القبائل والقصور ينضمون لجيش المجاهدين.
فبدأ التوزونيني ووزيره بلقاسم النكادي بالتنكيل بالشرفاء العلويين وأجهز على كل من فيه رائحة المخزن، ثم تسلط على أموال الأغنياء. وبعد تصفية الحساب مع نظام الواحة الاجتماعي القائم وفرض الواقع الجديد، استقر التوزونيني بالريصاني وتم مبايتعه سلطان جهاد.

## مسيرته
جده الملقب بـ«بداح» هو الذي أسلم وكان يهوديا، وعاشت الأسرة في قرية توزونين بأقا (جماعة قروية تابعة حاليا للنفوذ الترابي لإقليم طاطا) بقبيلة آيت أمريبط في المغرب، وبها ولد مبارك ونشأ في زمرة الفقراء. تأثر مبارك التوزونيني بالطريقة الناصرية والدرقاوية كما هو حال بلقاسم النكادي، الذي سيلتحق به لاحقا. وكان ذلك من الأسباب التي فرضت عليه هجرة قريته صوب ناحية تافراوت. فاستقر بقرية أومسنات بأملن مطلع القرن العشرين، حيث كان يشتغل لتأمين قوته اليومي ويبحث عن مأوى لأسرته، وانضم في تلك القرية الجبلية إلى طائفة من مريدي الزاوية، وتقرب من كبار شيوخها، الذين لقنوه بعض الأذكار والآيات. ولاحظ هؤلاء المشايخ طموحاته وهوسه بالسلطة واعتلاء العرش، لدرجة ادعائه أنه شريف النسب، فنصحوه بأنه لن يستقيم له ما يريد في بلاد السوس، وعليه البحث في قبائل أخرى. وعند ظهور دعوة أحمد الهيبة سلطاناً في مراكش التحق به، وعند هزيمته أمام الفرنسيين، انصرف عنه مبارك يتنقل بين سكتانة وإلغ ومكناسة، وغاص في بلاد سوس وتزوج من آيت عطا بالقرب من تافيلالت، واستقر بمنطقة الرك والتف حوله إيملوان تازارين وآيت إيعزا. وبدأ التوزونيني يدعوا الناس للجهاد منذ 1912م، ويحرض الفئات العريضة المتواضعة على النخبة.
ويذكر محمد المختار السوسي أن التوزونيني اشترى فرسا وربطه بقبة على نية الجهاد، واعتبر التوزونيني أن من علامات الإذن بالجهاد أن يصبح الفرس ذات يوم مسرجا وملجما. وكانت قد استقرت حامية فرنسية في قصبة تيغْمَرْتْ جنوبي واحة تافيلالت سنة 1917 تحت قيادة القبطان والمستشرق أوستري، الذي نشر الرعب والإرهاب في نفوس الناس، والذي وصفته روايات محلية ب «الكافر الجبار الطاغية الغدار زعيم أهل الشرك والكفر»، فأرسل التوزونيني أحد العطاويين لقتله غيلة. وبعد قتل الحاكم الفرنسي أسرج الفرس، مما يدل على أن الأمر قد قضي وأن الإذن بالجهاد قد حصل. فكانت الأجواء مهيئة لتقبل دعوة مبارك التوزونيني للجهاد في صفوف السكان. فاستنفر القبائل وانتصر على الجيش الفرنسي في معركة البطحاء في 15 أكتوبر 1918 م. وحاصرهم النكادي في مركز تيغمرت وتم الظفر لمبارك. فاستولى على تافيلالت أيام عيد الأضحى، واحتل قصبة منسوبة للمولى سليمان، وبايعه الناس كسلطان، وخطب باسمه أئمة المساجد، ووصلت سيطرته حتى أرفود. فنظم جيشاً مرابطاً رأس عليه «محمد بن بلقاسم النكادي» وعينه وزيراً للحربية فكانت بينه وبين الجيش الفرنسي وقائع حامية وتكاثر الناس عليه بالهدايا والطاعة، واشتد هو على من اتهمهم بموالاة الاحتلال والسلطة الفرنسية، فقتل عدداً من القضاة والعلماء وقياد المخزن خصوصا الأشراف العلويين الذين صادر أموالهم باعتبارهم الفئة الاجتماعية ذات النفوذ السياسي والاجتماعي بالواحة.
فتم التعويل على فئة اجتماعية تحتل آنذاك أسفل السُّلم الاجتماعي، خصوصا الحراطين، فوجدت حركة التوزونيني نفسها في أسوأ واقع يمكن تصوره: مواجهة الشرفاء واستعداء أرباب الزوايا والأغنياء. وقاد الباشا التهامي الكلاوي، وابن أخيه القائد حمو الكلاوي حملة ببلاد تودغة، ضد أتباع التوزونيني، الذين بدأوا يهددون تلك المنطقة.
رفض النكادي فتك قائده بالاشراف، فزاد التقاطب والتنافس بين التوزونيني ووزيره، وفي استعراض للجيش بمحضر السلطان التوزونيني وكان ذلك يوم السبت 23 أكتوبر 1919 في قرية أولاد الإمام بين الريصاني وأرفود، قام التوزونيني بإذلال وزيره النكادي أمام الملأ، فأخرج النكادي بندقيته وأرداه قتيلا جهاراً أمام الجيش. فبويع النكادي مكانه.

## وصلات خارجية
- الجزء الثاني: وقعة مسكي: بتاريخ 15/1/1919